# 첼시 케인 (작가)
첼시 스노 케인(영어: Chelsea Snow Cain, 1972년 ~ )은 미국의 작가이다. 마블 코믹스에서 2016년 《모킹버드》의 스토리를 썼다. 이외에 소설과 칼럼 등을 저술했다.